# Монима
Монима, также известная как Мониме (греч. Μονίμη, I век до н. э.) — знатная македонянка из Анатолии, жена правителя Понтийского царства Митридата VI.
Согласно античным источникам, она была гражданкой города Милет или карийской Стратоникеи. Являлась дочерью знатного горожанина Филопоемена.
Когда армия Понта во главе с Митридатом в 89/88 году до н. э. захватила её родной город, её красота произвела большое впечатление на царя.
За включение Монимы в свой гарем царь заплатил её отцу 1500 золотых монет. Однако она смогла убедить заключить с ней брачный контракт, по которому она получала титул царицы и царскую диадему.
Свадьба состоялась в Синопе, а отец невесты стал наместником в Эфесе. Монима родила царю дочь Афинаиду, в будущем вышедшую замуж за царя Каппадокии Ариобарзана II. В начале брака Монима оказывала большое влияние на своего мужа, но оно быстро закончилось. Сам брак был для неё несчастливым.
В 72/71 году до н. э., когда Митридат потерял практически все владения в Малой Азии и бежал в Великую Армению, Монима была убита по его приказу в царской крепости в Фарнакии. Её письма к супругу попали к римскому полководцу Гнею Помпею после захвата одной из понтийских крепостей.
Монима является одним из главных действующих лиц в трагедии Жана Расина «Митридат».